# Keratella wangi
Keratella wangi är en hjuldjursart som beskrevs av Zhuge och Huang 1997. Keratella wangi ingår i släktet Keratella och familjen Brachionidae. Inga underarter finns listade i Catalogue of Life.